# معاهدة أماسيا

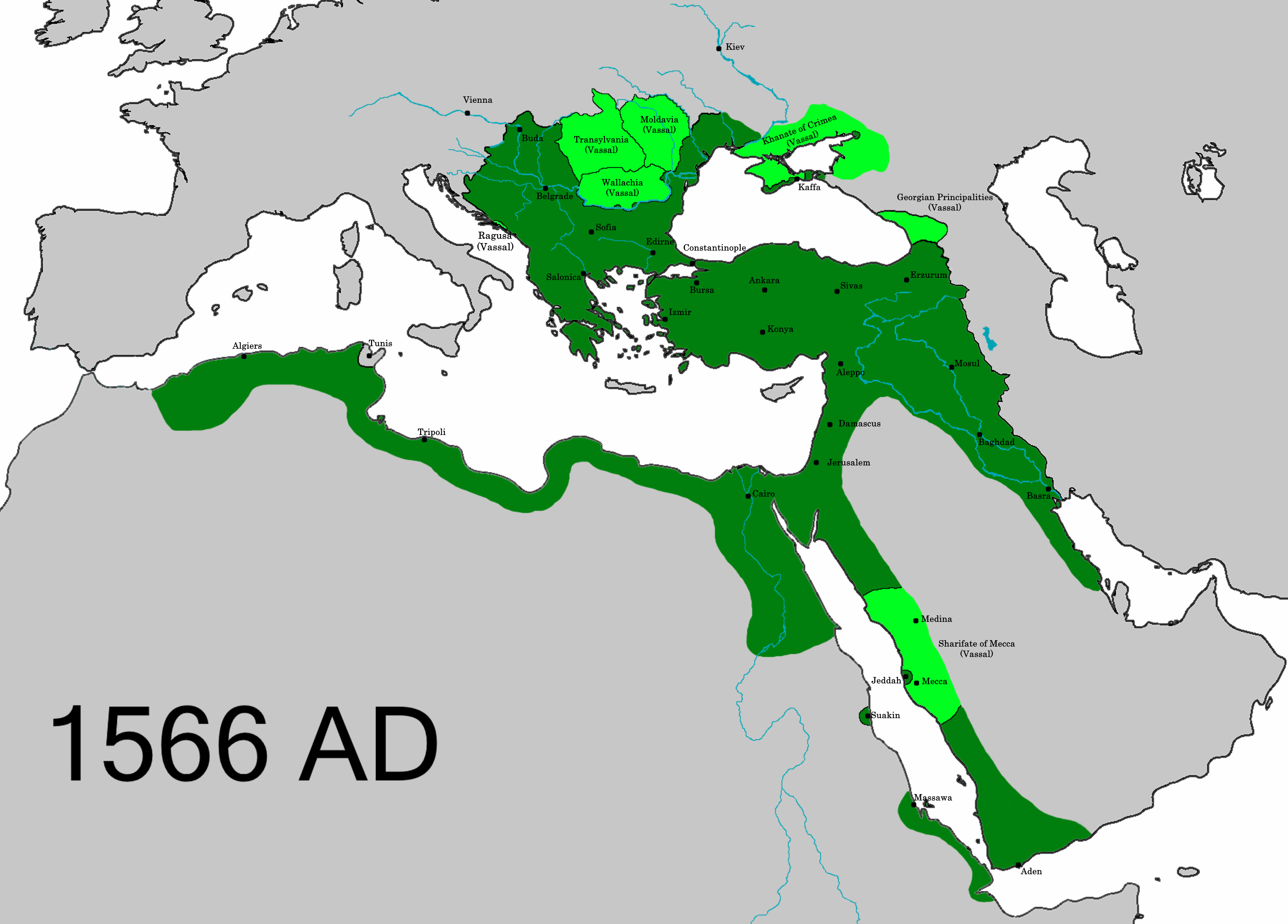

اتفاقية أماسيا 1555 هي أول معاهدة رسمية بين الدولتين الصفوية والعثمانية، وتم بموجبها تعيين الحدود بينهما، وتقسيم كردستان في مناطق «شهر زور» و«قارص» و«بايزيد» وهي مناطق كردية تماماً. كما حددت المعاهدة حدود قواطع بغداد وتبريز وأذربيجان.
وجاءت بعد هذه المعاهدة معاهدات أخرى منها معاهدة قصر شيرين (زهاب) ومعاهدة أرضروم الأولى والثانية وصولاً لاتفاقية طهران 1911 واتفاقية تخطيط الحدود عام 1913 وكل هذه المعاهدات كرست تقسيم كردستان ثم كانت اتفاقية سايكس بيكو 1916، التي حطمت آمال الأكراد بتدويل القضية.